# Volgogradskij prospekt (stanice metra v Moskvě)
Volgogradskij prospekt (rusky Волгоградский Проспект) je stanice moskevského metra na Tagansko-Krasnopresněnské lince, v její jihovýchodní části. Pojmenována je podle stejnojmenné třídy, nad ní vedoucí.

## Charakter stanice
Jedná se o podzemní hloubenou stanici (8 m hluboko), konstruovanou podle unifikovaného projektu pro tyto stanice; má ostrovní nástupiště (nebyla navržena na velké vytížení; nástupiště je užší než u podobných stanic) podpírané dvěma řadami sloupů, jež obkládá bílý mramor. Obklad stěn za nástupištěm tvoří bílé dlaždice pootočené o 45° doplňované reliéfy s tématem Bitvy u Stalingradu. S povrchem spojují podzemní nástupiště dva výstupy, vyvedené každý z jednoho jejího konce a ukončené v povrchových vestibulech. Denně stanici Volgogradskij prospekt využije 27 150 cestujících.